# 小行星8830
小行星8830（英語：8830）是一颗围绕太阳公转的小行星。1988年11月7日，串田嘉男、M. Inoue在八之岳发现了此天体。
这颗小行星的绝对星等为311.6467985756969等。